# Ciencias formales
Las ciencias formales son un conjunto de ciencias que estudian los lenguajes formales y los sistemas formales. Si bien su objeto de estudio no es el mundo físico o natural, sino objetos abstractos, sus conocimientos pueden ser más o menos aplicados a dicha realidad físico-natural. El método propio de las ciencias formales es la deducción; y a diferencia de las ciencias fácticas, no admite la inducción ni la abducción. Es aquella que trabaja con formas, es decir, con objetos ideales que existen en la mente y son obtenidos por abstracción. La verdad en las ciencias formales es entendida como verdad lógica: consecuencias que siguen necesariamente de considerar todas las posibilidades o «formas» en las que podrían combinarse los hechos preestablecidos.
Ejemplos de ciencias formales son las matemáticas, la lógica y las ciencias de la computación.
Las ciencias formales son las ramas de la ciencia que estudian sistemas formales. Las ciencias formales validan sus teorías con base en proposiciones, definiciones, axiomas y reglas de inferencia. Todas ellas son analíticas y por regla general se asumen exactas o perfectas, a diferencia de las ciencias sociales y las ciencias naturales, que se argumentan de manera empírica o con métodos experimentales; es decir, observando el mundo real para encontrar más o menos evidencia a favor de una hipótesis. Los conocimientos de la ciencia formal suelen llamarse «teoremas», que a su vez provienen de demostraciones matemáticas.

## Ejemplos

### Lógica
La lógica es una rama de la filosofía de carácter interdisciplinario, entendida como la ciencia formal que estudia los principios de la  demostración y la inferencia válida, las falacias, las paradojas y la noción de verdad.
La lógica se divide en varias categorías según su campo de estudio. La lógica filosófica estudia el concepto y la definición, la enunciación o proposición y la argumentación utilizando los métodos y resultados de la lógica moderna para el estudio de problemas filosóficos. La lógica matemática estudia la inferencia mediante sistemas formales como la lógica proposicional, la lógica de primer orden y la lógica modal. La lógica informal se enfoca en el desarrollo lingüístico de los razonamientos y sus falacias. La lógica computacional es la aplicación de la lógica matemática a las ciencias de la computación.
Los orígenes de la lógica se remontan a la Edad Antigua, con brotes independientes en China, India y Grecia. Desde entonces, la lógica tradicionalmente se considera una rama de la filosofía, pero en el siglo XX la lógica ha pasado a ser principalmente la lógica matemática, y por lo tanto ahora también se considera parte de las matemáticas, e incluso una ciencia formal independiente.
No existe un acuerdo universal sobre la definición exacta o los límites de la lógica. Sin embargo, el ámbito de la lógica (interpretada en sentido amplio) incluye:
- La clasificación de los argumentos.
- El análisis sistemático de las  formas lógicas.
- El estudio sistemático de la validez de las inferencias deductivas.
- La fuerza de las inferencias inductivas.
- El estudio de los argumentos defectuosos, como las falacias.
- El estudio de las paradojas lógicas.
- El estudio de la sintaxis y la semántica de los lenguajes formales.
- El estudio de los conceptos de sentido, denotación y verdad.

### Ciencias de la computación
| large capital lambda                                      | Representación gráfica de del algoritmo de ordenamiento quicksort      |
| Tetera de Utah representando los gráficos por computadora | Ratón Microsoft Tastenmaus representando la interacción hombre-máquina |

Las ciencias de la computación o ciencias de la informática son las ciencias formales que abarcan las bases teóricas de la información y la computación, así como su aplicación en los sistemas informáticos. El cuerpo de conocimiento de las ciencias de la computación es frecuentemente descrito como el estudio sistemático de los procesos algorítmicos que describen y transforman información: su teoría, análisis, diseño, eficiencia, implementación, algoritmos sistematizados y aplicación. En términos más específicos se trata del estudio sistemático de la factibilidad, estructura, expresión y mecanización de procedimientos metódicos (o algoritmos) que subyacen en la adquisición, representación, procesamiento, almacenamiento, comunicación y acceso a la información. La información puede estar codificada en forma de bits en una memoria de computadora, o en algún otro objeto, como los genes y proteínas en una célula biológica.
Existen diversas ramas o disciplinas dentro de las ciencias de la computación; algunos resaltan los resultados específicos del cómputo (como los gráficos por computadora), mientras que otros (como la teoría de la complejidad computacional) se relacionan con propiedades de los algoritmos usados al realizar cómputo; y otros se enfocan en los problemas que requieren la implementación de sistemas informáticos. Por ejemplo, los estudios de la teoría de lenguajes de programación describen un cómputo, mientras que la programación de computadoras aplica lenguajes de programación específicos para desarrollar una solución a un problema computacional específico. Un computólogo se especializa en teoría de la computación y en el diseño e implementación de sistemas computacionales.